# 苻娀娥
苻 娀娥（ふ しゅうが、? - 404年）は、後燕の昭文帝慕容熙の昭儀（側室、最高位の妃嬪）。皇后苻訓英の姉で、自身も皇后を追贈された。

## 生涯
前秦の重合侯苻謨（壮烈天王苻堅の従弟）の長女。慕容垂は後燕を創建した後、苻氏の残党の一部を収容した。苻謨は中山尹に任じられた。397年、慕容詳は中山で燕帝を僭称して恵愍帝慕容宝を攻撃し、苻謨も巻き込まれて慕容詳に殺害された。2人の娘（娀娥と訓英）は難を逃がれた後、慕容熙の妻妾となった。
慕容熙が即位すると、貴人に封じられた。苻訓英が皇后になると、娀娥も昭儀となった。美女として知られ、皇后に次ぐ寵愛を受けた。慕容熙は娀娥のために逍遥宮、甘露殿、天河渠、曲光海、清涼池、弘光門といった宮殿や庭園を造り、奢侈濫費を重ねて庶民を圧迫した。
光始4年（404年）夏4月、慕容熙が城南へ遊びに行った時、ある大木の中から「陛下、止めて」と人の声が聞こえてきた。不審に思った慕容熙が大木を切り倒させると、中から大蛇が現れた。その後、娀娥は病にかかった。同年7月、王温という道士が治療に当たったが、娀娥は死んだ。慕容熙は怒り狂い、王温は車裂きの刑により誅殺された。
娀娥は皇后に追封され、愍の諡を贈られた。

## 伝記資料
- 『晋書』載記
- 『十六国春秋』
- 『資治通鑑』